# Stazione di Mezzocorona Ferrovia
Stazione di Mezzocorona Ferrovia vasútállomás Olaszországban, Trentino-Alto Adige régióban, Mezzocorona településen.

## Vasútvonalak
Az állomást az alábbi vasútvonalak érintik:
- Trento–Malè–Marilleva-vasútvonal

## Kapcsolódó állomások
A vasútállomáshoz az alábbi állomások vannak a legközelebb: 
- Stazione di Grumo-San Michele (Stazione di Trento FTM, Trento–Malè–Marilleva-vasútvonal)
- Stazione di Mezzocorona Borgata (Mezzana railway station, Trento–Malè–Marilleva-vasútvonal)